# Фридрих Дитрих фон Шпигел
Фридрих Дитрих фон Шпигел (на немски: Friedrich Dietrich von Spiegel; 1656 – 1712) е благородник от род фон Шпигел, споменат за пръв път в документи през 1224 г. с резиденция замък „Бург Дезенберг“ близо до Варбург, Вестфалия.
Той е третият син на Рабе Хилмар фон Шпигел (1616 – 1664) и съпругата му Мария София фон Крам (1623 – 1697). Внук е на Рабан фон Шпигел († 12 януари 1603) и съпругата му Урсула фон Фюрстенберг († 1621). Правнук е на Георг VII фон Шпигел (1582 – 1627) и Елизабет фон Мюнххаузен (1590 – 1654).
Брат е на женения Георг VIII фон Шпигел (1653 – 1724), Франц Адолф фон Шпигел (1654 – 1668) и на Фанц Якоб фон Шпигел (1659 – 1685 в Морея, Турция).
През 1787 г. линията „Шпигел цум Дезенберг“ е издигната на пруски графове.

## Фамилия
Фридрих Дитрих фон Шпигел се жени за Доротея София фон Фос (1672 – 1729). Те имат пет деца:
- Рабе Хайнрих I фон Шпигел (* 1697; † 19 февруари 1745), женен за Елеонора Доротея фон Реден († 1759); имат 9 деца
- Георг Фридрих фон Шпигел (1699 – 1735), женен I. за Доротея фон Меркелбах, II. 1728 г. за Ернестина Мария Юлия фон дер Тан
- 3 деца
- Луиза фон Шпигел
- Дитрих Вилхелм фон Шпигел (1701 – 1754), женен за Мария Катарина фон Ньолтинг († 1759)
- Франц Якоб фон Шпигел (1703 – 1704)